# Weezei repülőtér
A Weezei repülőtér (IATA: NRN, ICAO: EDLV) egy nemzetközi repülőtér Németországban, Weeze közelében. A reptér 2003. május 1-én nyílt meg. Éves utasforgalma 1 036 882 fő (2022).

## Futópályák
A repülőtér futópályái:
- 09/27 (2440 m, 45 m, aszfaltbeton)

## Forgalom
Az utasforgalom az elmúlt években az alábbi módon változott:
| Utasok száma | 1 523 990 | 2 896 730 | 2 421 108 | 2 487 843 | 1 807 543 | 1 853 818 | 1 885 811 | 1 231 100 | 275 220 | 1 036 882 |
|              | 2008      | 2010      | 2011      | 2013      | 2014      | 2016      | 2017      | 2019      | 2020    | 2022      |

## Légitársaságok és úticélok
2024-ben a Weezei repülőtérről az alábbi járatok indulnak (Utoljára frissítve: 2024-11-2):
| Légitársaság | Célállomások |
| ------------ | --- |
| Ryanair      | Agadir, Alicante, Asturias, Bari, Castellón, Koppenhága, Edinburgh, Essaouira, Faro, Fez, Fuerteventura, Girona, Málaga, Marrákes, Nador, Oujda, Palma de Mallorca, Rabat, Sevilla, Tanger, Tenerife–South, Thessaloniki, Tirana, Zágráb Szezonális: Ancona, Bergamo, Béziers, Cagliari, Haniá, Korfu, Dubrovnik, Ibiza, Kosz, Lanzarote, Pescara, Porto, Póla, Reus, Rodosz, Trapani, Zára |
| Sky Express  | Szezonális charter: Heraklion, Kosz, Rodosz, Zákinthosz |

## Képek

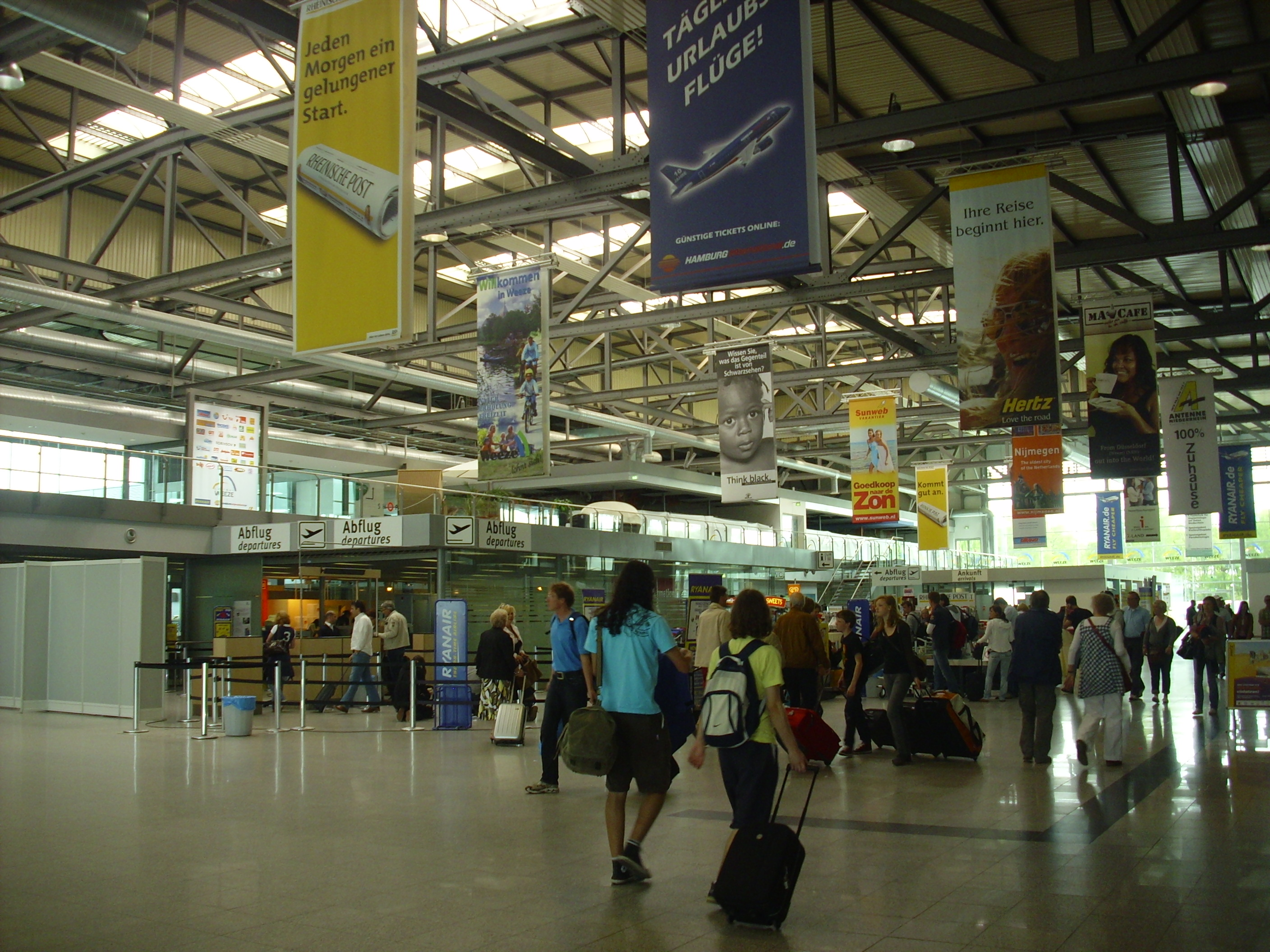
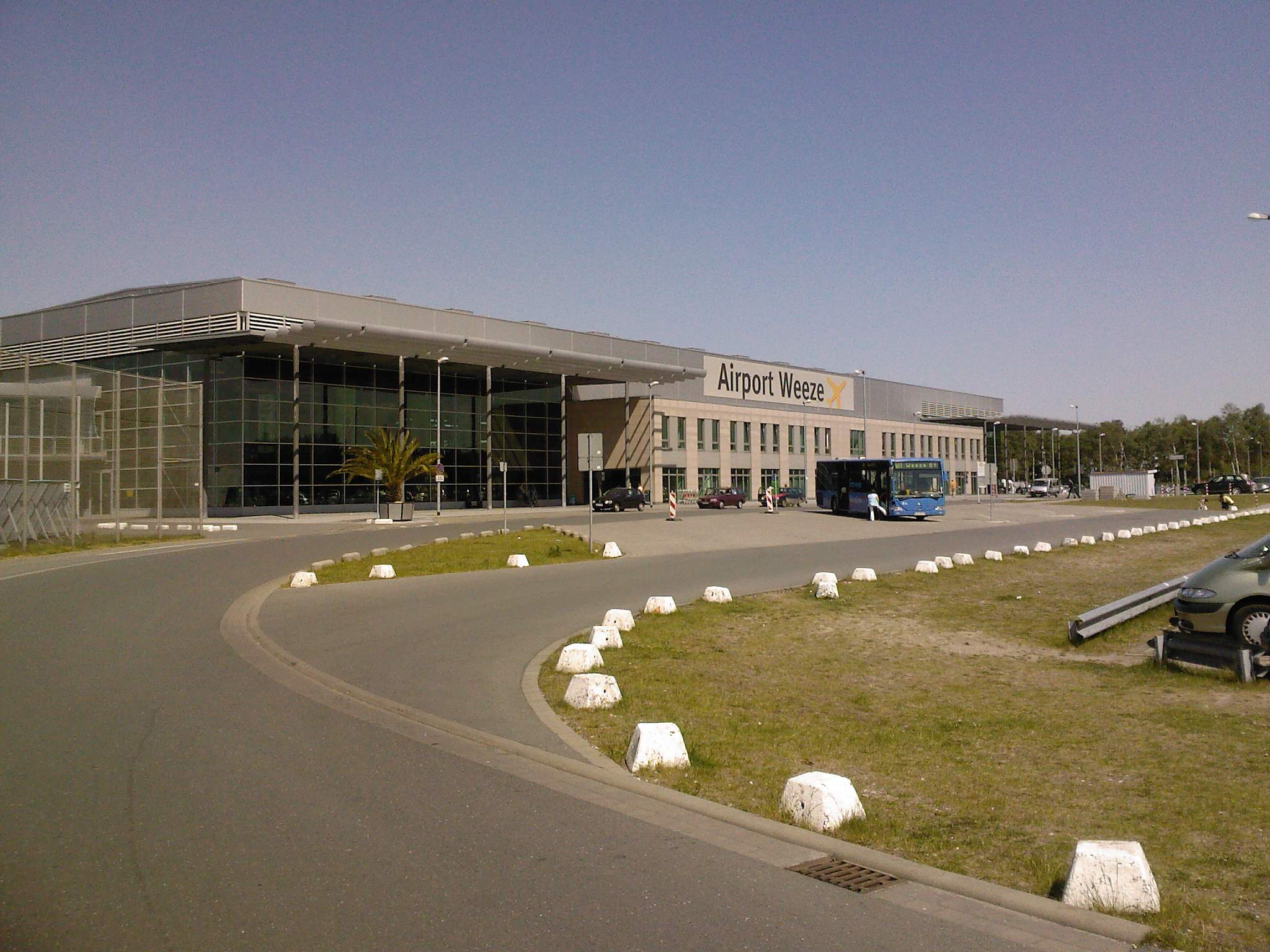
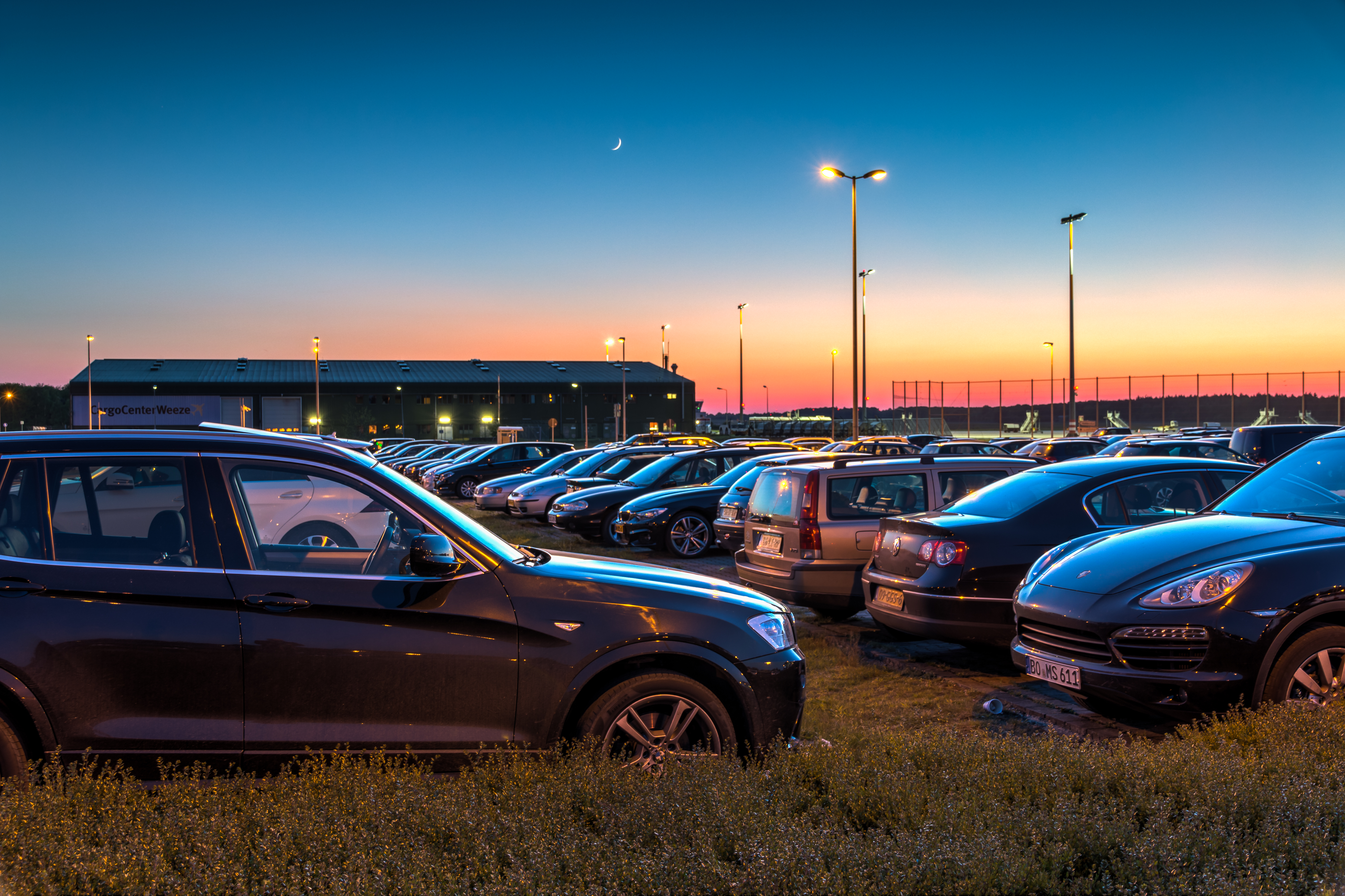
Az autóparkoló
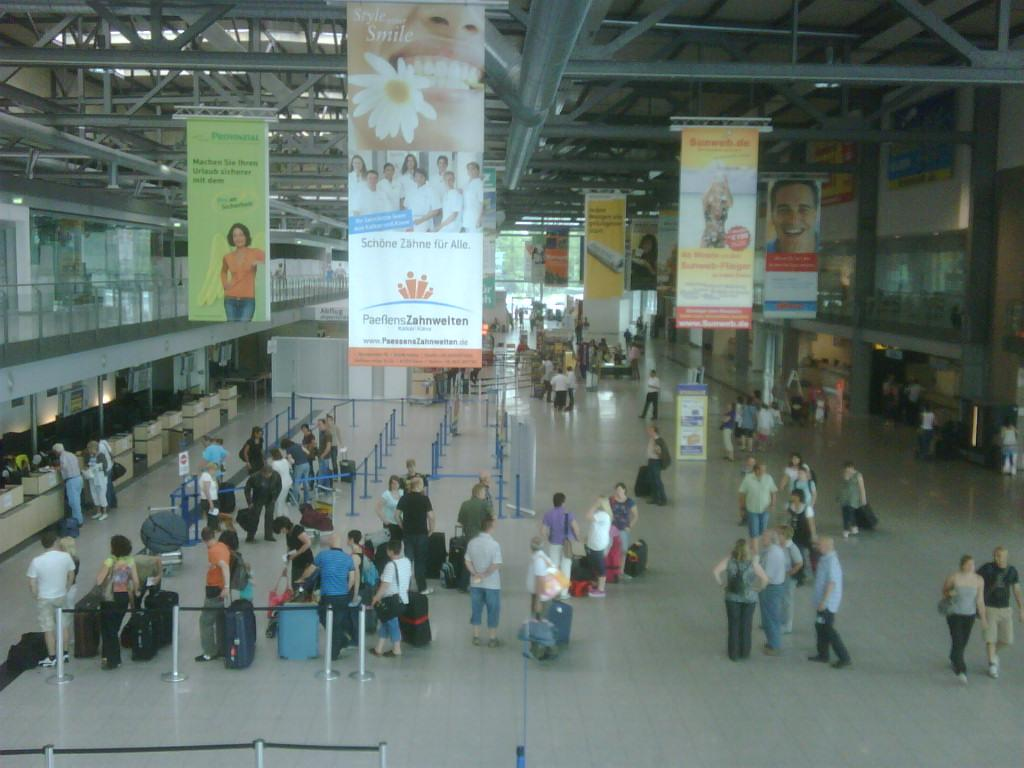
Az utasforgalmi rész
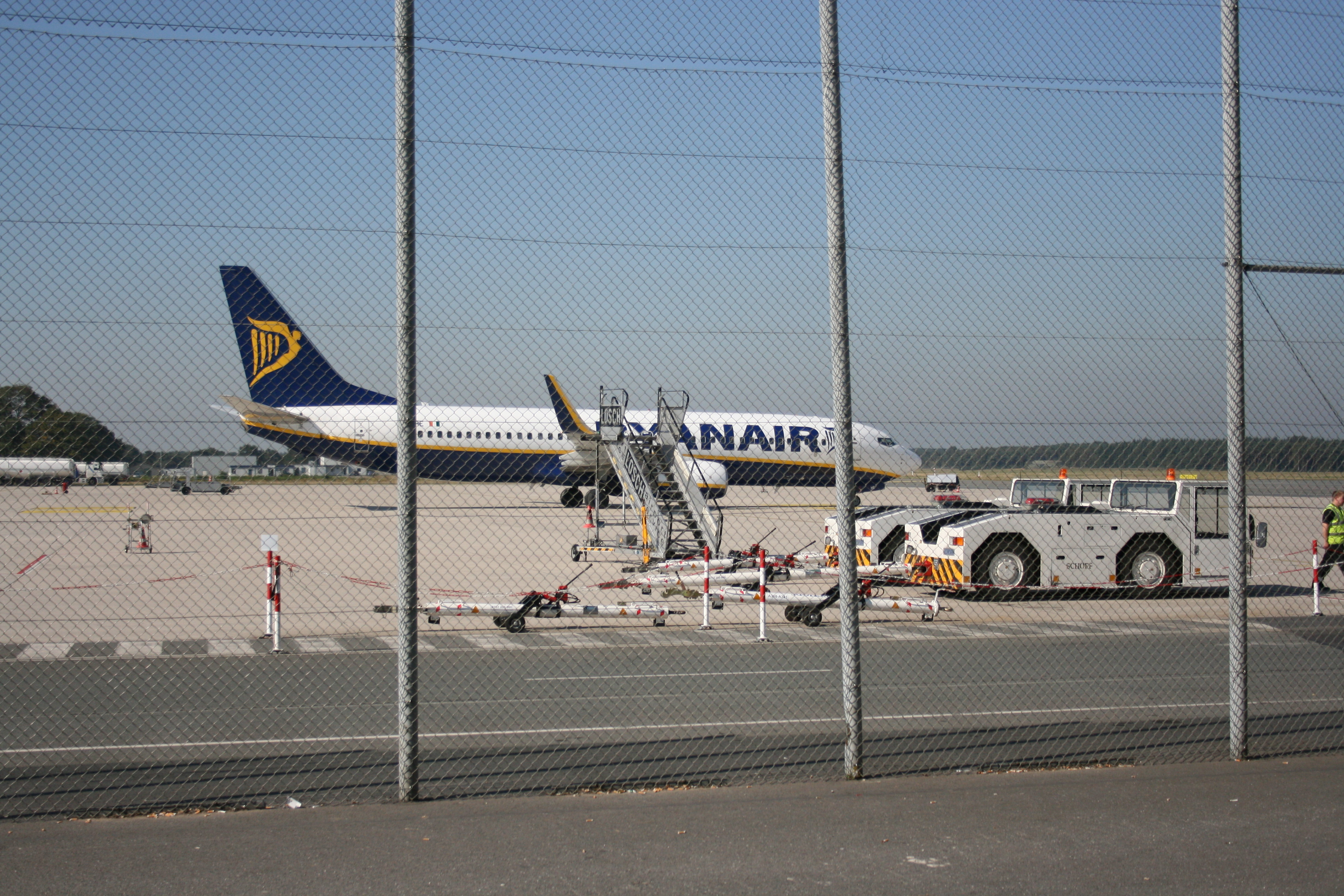
Kilátás a gurulóutakra
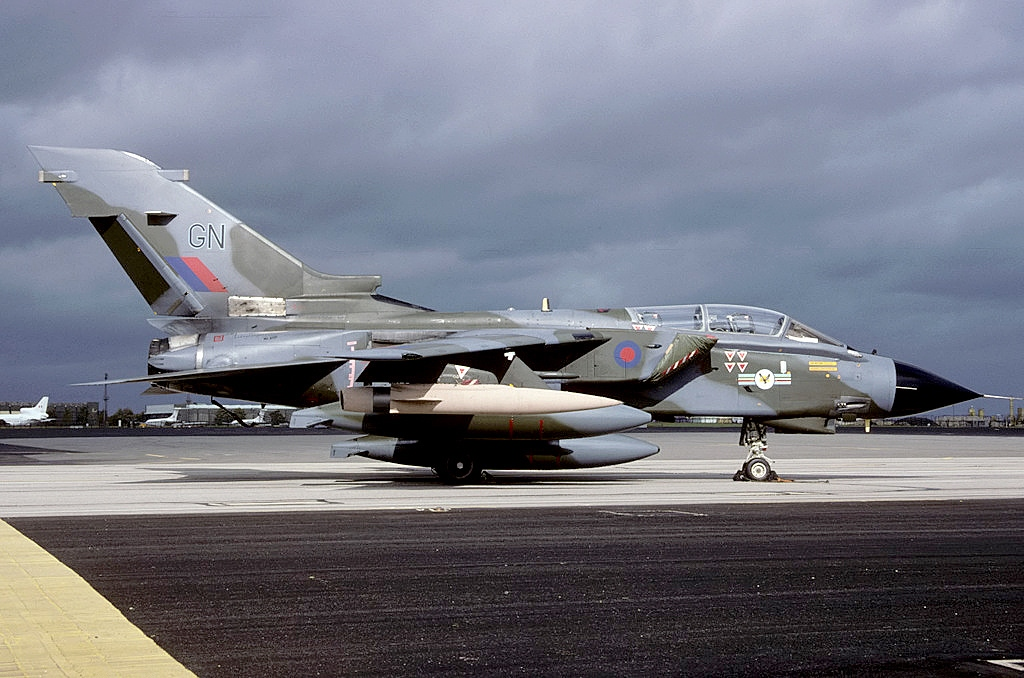